# Wolfgang Petersen
Wolfgang Petersen   (Emden, 14 de març de 1941 - Brentwood, 12 d'agost de 2022) fou un director de cinema alemany. Començà a dirigir produccions de teatre als 21 anys mentre cursava els seus estudis d'interpretació a l‘Ernst Deutsch Theater d'Hamburg. Reifezeugnis ("Notes finals"), una de les seves pel·lícules, convertí de sobte una actriu nova, Nastassja Kinski, en una estrella i fins avui és el telefilm de més èxit en la història de la televisió alemanya.

## Filmografia
- One or the Other of Us (1974)
- Die Konsequenz (1977)
- Das Boot (1981)
- The NeverEnding Story (1984)
- Enemic meu (Enemy Mine) (1985)
- La nit dels vidres trencats (Shattered) (1991)
- In the Line of Fire (1993)
- Esclat (Outbreak) (1995)
- Air Force One (1997)
- The Perfect Storm (2000)
- Troia (2004)
- Poseidon (2006)
- Vier gegen die Bank (2016)

## Premis
- 1973: Premi Nacional del Cinema Alemany per millor nou director per la seva pel·lícula "The One or the Other".

| Any  | Categoria                    | Pel·lícula | Resultat |
| ---- | ---------------------------- | ---------- | -------- |
| 1982 | Oscar a la millor direcció   | Das Boot   | Nominat  |
| 1982 | Oscar al millor guió adaptat | Das Boot   | Nominat  |